# スキマスイッチ TOUR 2024-2025 “A museMentally”
『スキマスイッチ TOUR 2024-2025 “A museMentally”』は、スキマスイッチのライブ・アルバム。

## 解説
- 10thアルバム『A museMentally』を引っ提げたツアーである「スキマスイッチ TOUR 2024-2025 “A museMentally”」のライブ・アルバム[1]。
- 2025年4月14日にパシフィコ横浜国立大ホールで開催された追加公演の模様を収録[1]。
- 映像作品「スキマスイッチ TOUR 2024-2025 “A museMentally” THE MOVIE」との連動応募抽選券封入。
- 『スキマスイッチ 20th Anniversary "POPMAN'S WORLD 2023 Premium"』から約1年4ヶ月ぶりのライブ・アルバム。

## バンドメンバー
| バンドメンバー | バンドメンバー           | バンドメンバー |
| -------------- | ------------------------ | -------------- |
| 大橋卓弥       | Vocal, Guitar            |                |
| 常田真太郎     | Piano, Keyboards, Chorus |                |
| 村石雅行       | Drums                    |                |
| 種子田健       | Bass                     |                |
| 石成正人       | Guitar, Chorus           |                |
| 浦清英         | Keyboards, Organ         |                |
| 松本智也       | Percussion, Chorus       |                |
| 本間将人       | Sax, Chorus              |                |
| 田中充         | Trumpet, Chorus          |                |

## 収録曲

### DISC 1
1. Intro ～for TOUR 2024-2025 “A museMentally”～
2. ゼログラ
3. ふれて未来を
4. 石コロDays
5. コトバリズム
6. 魔法がかかった日
7. Lonelyの事情
8. きみがいいなら
9. ミスターカイト
10. 遠くでサイレンが泣く
11. Interlude
12. 僕と傘と日曜日
13. クライマル

### DISC 2
1. 雫
2. OverDriver
3. Ah Yeah!!
4. 逆転トリガー
5. 全力少年
6. Lovin' Song
7. 「スキマのはなし⑦」（MC集）<Bonus Tracks>
  1. 「運は磨ける」（2024.11.23 at 奥州市文化会館 Zホール）
  2. 「スーパーの福引き」（2025.1.27 at ロームシアター京都 メインホール）
  3. 「そうですけどさぁ」（2025.2.15 at しこちゅ〜ホール）
  4. 「かばんぱんぱん人間」（2025.2.22 at 福岡サンパレス）
  5. 「青春の卒業式」（2025.3.1 at 水戸市民会館）